# Ettore Pinelli

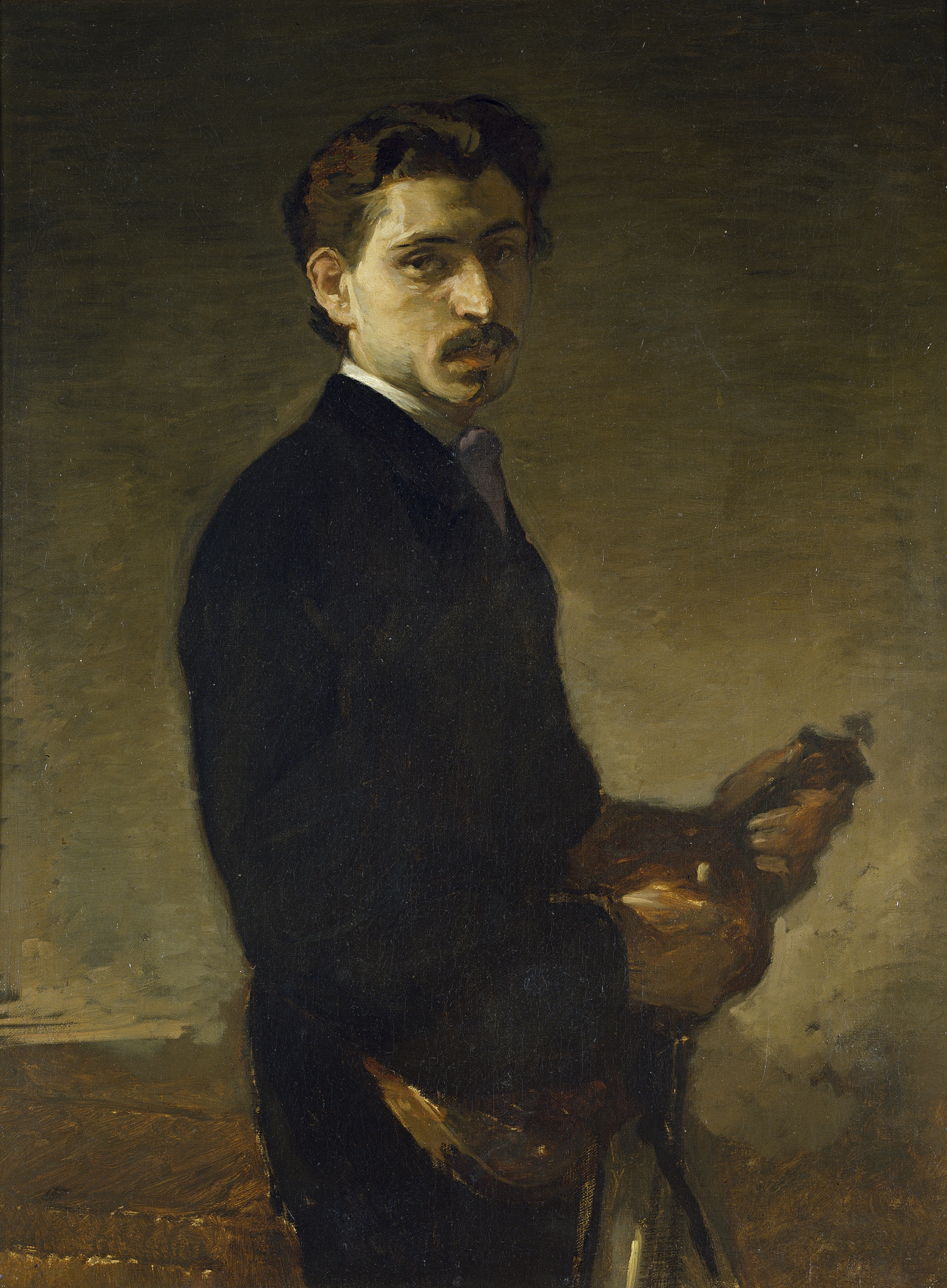
El violinista Ettore Pinelli por Eduardo Rosales, 1869, Madrid, Museo del Prado.

Ettore Pinelli (Roma, 1843-1915) fue un violinista, director de orquesta y compositor italiano.

## Biografía
Nacido en Roma el 18 de octubre de 1843, comenzó allí sus estudios de música con su tío, el también violinista y compositor Tullio Ramacciotti, y a los trece años ya ofrecía conciertos. En 1864 continuó su formación musical en Hannover con Joseph Joachim. Entusiasta de la música moderna alemana e instrumentista favorito de Franz Liszt, de vuelta en Roma fundó con Giovanni Sgambati una escuela violín y piano de la que surgiría el Liceo Musicale di Santa Cecilia, del que fue catedrático de violín. También fundó y dirigió de 1874 a 1898 la Società Orchestale Romana.
De su trabajo como compositor se mencionan una Sinfonía, una Rapsodia italiana para orquesta y un Cuarteto para instrumentos de cuerda.